# SC Draguignan
Câu lạc bộ thể thao de Draguignan là một câu lạc bộ bóng đá Pháp có trụ sở tại Draguignan. Họ thi đấu ở vòng 32 Coupe de France năm 1950-51, 1952-53 và 1954-55 và vòng 16 mùa giải 1958-59.